# حمله لنینگراد-نوگورود
حمله لنینگراد-نوگورود (انگلیسی: Leningrad–Novgorod offensive) یک حمله استراتژیک در طول جنگ جهانی دوم بود. این توسط ارتش سرخ در ۱۴ ژانویه ۱۹۴۴ با حمله به گروه ارتش شمال آلمان توسط جبهه‌های ولخوف شوروی و جبهه لنینگراد، همراه با بخشی از جبهه دوم بالتیک، با هدف رفع کامل محاصره لنینگراد راه‌اندازی شد. تقریباً دو هفته بعد، ارتش سرخ دوباره کنترل راه‌آهن مسکو-لنینگراد را به دست گرفت و در ۲۶ ژانویه ۱۹۴۴ ژوزف استالین اعلام کرد که محاصره لنینگراد برداشته شد و نیروهای آلمانی از استان لنینگراد اخراج شدند.